# Halacarus spathulifer
Halacarus spathulifer är en kvalsterart som beskrevs av Newell 1971. Halacarus spathulifer ingår i släktet Halacarus och familjen Halacaridae. Inga underarter finns listade i Catalogue of Life.